# Nederlandse Lapidaristen Club

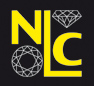
Nederlandse Lapidaristen Club

De Nederlandse Lapidaristen Club ( NLC ) is een vereniging gevestigd in Den Haag. Het NLC stelt zich ten doel om het verzamelen, bewerken en verwerken van onder andere mineralen en sierstenen, en het gebruik ervan te bevorderen.

## Werkgroepen & Activiteiten
Naast de hoofdvestiging in Den Haag, kent de NLC nog een werkgroep in Haarlem, met eigen slijpwerkplaats. Op elke vestiging zijn er cursussen voor het bewerken, verzamelen en analyseren van mineralen- en fossielen. Ook zijn er cursussen edelsmeden. Daarnaast geeft de NLC een tweemaandelijks tijdschrift (De Facetten) uit.

## Mineralenbeurs
De NLC organiseert diverse internationale mineralenbeurzen, waarvan één in Den Haag en één in Haarlem. In het voorjaar organiseert de Nederlandse Lapidaristen Club een Internationale Mineralen en Fossielenbeurs te Den Haag. Deze beurs biedt een groot publiek de kans om diverse mineralen en fossielen van standhouders vanuit alle verschillende werelddelen te zien. Ook is er een tentoonstelling, met een educatief doel en kan men er stenen laten determineren en onderzoeken op waarde. De kwaliteit van de aangeboden waren wordt met behulp van regelmatige controles en een beursreglement op peil gehouden.